# Apollon Smyrnis
Maillots
| \| Rizoúpoli \| Localisation de Rizoúpoli en Grèce. |
| Rizoúpoli                                           |

Le Gymnastikos Syllogos Apóllon Smýrnis (en grec moderne : Γυμναστικός Σύλλογος Απόλλων Σμύρνης), plus couramment abrégé en Apóllon Smýrnis et également connu sous le nom de Apóllon Athènes (en grec moderne : Απόλλων Αθηνών), est un club grec de football fondé en 1891, et basé à Rizoúpoli, quartier de la ville d'Athènes, la capitale du pays.
Il est fondé à Smyrne, dans l'actuelle Turquie, puis déplacé à Athènes, dans le quartier du cinquième arrondissement en 1922 à la suite de la guerre gréco-turque (1919-1922). Installé à Rouf dans un premier temps, c'est après la Seconde Guerre mondiale que le siège actuel a été définitif. Bien qu'il soit quasi exclusivement consacré au football, l'Apóllon Smýrnis est un club omnisports puisqu'il dispose de sections basket-ball et volley-ball.
L’Apóllon Smýrnis participe au championnat national grec à partir de la fin des années 1950 jusqu'à la fin des années 1990. Il se fait un nom au niveau national en remportant plusieurs fois le Championnat d'Athènes en 1924, 1928, 1938, 1948 et 1958. Il remporte ensuite trois titres de Championnat de Grèce de deuxième division au cours des années 1970. La meilleure période du club se situe au cours des années 1990. Il participe ainsi à la Coupe UEFA en 1995-1996. La même saison, l'Apóllon Smýrnis effectue un très bon parcours en Coupe de Grèce avec une participation en finale contre l'AEK Athènes où il subit cependant une défaite très lourde (7-1). Par la suite, le club régresse progressivement avec des descentes en deuxième division en 2000, en troisième division en 2005 et en quatrième division en 2007.
Le club entame dans les années 2010 un remontée parmi l'élite du football grec avec une remontée en troisième division en 2011, en deuxième division à la fin de la saison 2011-2012 et dernièrement en Superleague Elláda (première division). L’Apóllon Smýrnis aura ainsi l'occasion de remplir de nouveau les 15 000 places du Stade Georgios Kamaras (en).

## Histoire du club

### Les premières années

#### Les fondateurs
L'Apollon Smyrnis a été fondé en 1891 à Smyrne par une communauté de Grecs. Smyrne est à l'époque une ville de l'Empire ottoman, qui devient ensuite turque, occupant une position de carrefour avec l'Asie particulièrement propice aux échanges commerciaux. La moitié des membres fondateurs d'Apollon Smyrnis sont issus d'une première association appelée « Orféa ». En compagnie de l'archevêque Chrysostome de Smyrne et d'Emmanuel Samios, il est créé l'association philharmonique « Apollona » dont le nom provient du dieu de la lumière et protecteur de la musique Apollon. Pour les couleurs du club, il a été choisi celles du drapeau national grec telles que le bleu azur et le blanc ce qui était un caractère identifiable dans une ville de Turquie.
Le premier document déposé en 1894 présente le conseil tel que suit : Mathaios Provatopoulos est le premier président du Club Apollon Smyrnis ; les autres membres du conseil sont Th. Vatidis, Jacob Koulabidis, Grigoris Sofianopoulos, G. Economidis, A. Koulabidis et Th. Padadimitriou.
La première section créée au sein du club est celle du Groupe Philharmonique avec des activités de chants, de rassemblements philologiques pour entretenir le lien social avec les habitants de la communauté grecque de la ville de Smyrne. Deux ans plus tard, en 1893, une section sportive et une section randonnée sont créées. Rapidement, le club Apollon dispose de son propre stade (en 1894) où peuvent s'entraîner les joueurs et où il est possible d'organiser des matches. Ainsi se construit un centre attractif pour des milliers de Grecs de Smyrne.
En 1901, le club Apollon organise les premières régates avec le concours du président N. Stavridis. Il s'agit alors en 1904 des plus grandes organisations sportives de la ville avant les guerres balkaniques. Au total, ce sont dix événements qui furent organisés, auxquels participèrent de nombreuses équipes de différentes nationalités installées à Smyrne. Ces compétitions sportives nommées « Apolonia » ont eu un succès très important. La première édition a eu lieu en avril 1904 dans la banlieue de Bournovas avec des disciplines telles que la gymnastique, athlétisme et cyclisme. Près de 2 000 spectateurs assistèrent à cet évènement avec un programme sur deux jours proposant des compétitions en courses, sauts, 10 000 mètres, cyclisme de longueur 17 km, etc.

#### Création de la section football
À partir de cette époque commence la rivalité entre les sympathisants d'Apollon et ceux de Panionios qui se disputent la suprématie sportive à Smyrne. Cette rivalité traduit une opposition entre couches sociales ; en effet, Apollon était soutenu principalement par les classes populaires tandis que Panionios était l'équipe des classes moyennes de la ville. La première équipe de football non officielle d'Apollon joue en match amical face à Panionios qu'elle bat 2-0, alors que l'équipe de Panionios de l'époque est pourtant excellente.
Le club d'Apollon participait également aux championnats nationaux de Grèce qui se déroulaient à Athènes. Il était le club d'appartenance des champions olympiques du Pentathlon Theologos Anastasoglou et Mathaios Despotopoulos en 1906.
En 1910, avec le concours de la communauté anglaise de Smyrne, l'Apollon Smyrnis crée sa première section consacrée au football. L'équipe de football officielle d'Apollon Smyrnis dispute ses premiers matchs en 1912 et obtient ses premiers succès significatifs en 1916. Apollon Smyrnis impose sa suprématie dans la région de l'Ionie en remportant cinq titres. L'équipe du club devient rapidement la première de sa région ce qui se traduit par la sélection de quatre de ses joueurs en équipe nationale de Grèce pour disputer le tournoi de football aux Jeux olympiques d'Anvers en 1920 (Α. Gkilis, D. Gottis, Ι. Zaloumis et Fotiadis).
L'Apollon Smyrnis joue parfois des matches amicaux contre des équipes d'origines étrangères provenant des navires de guerre amarrés au port de Smyrne. C'est ainsi qu'en 1911, l'équipe remporte une victoire contre l'équipe autrichienne Viridous, réputée supérieure. En 1918, l'équipe s'impose face aux Anglais du Minotoros 19.

### Établissement à Athènes

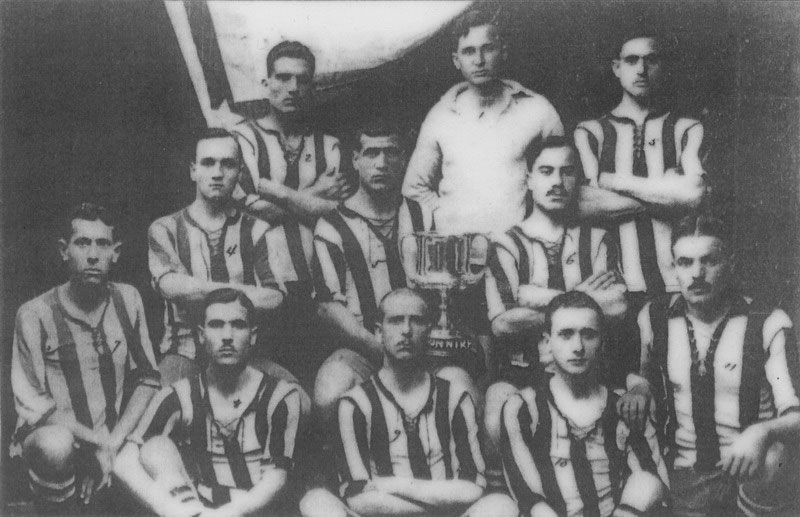
L'équipe de 1919

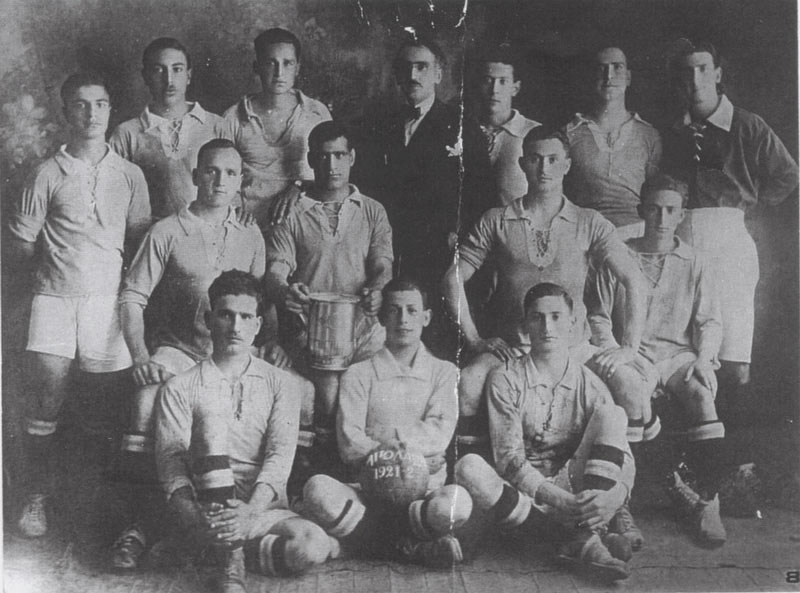
L'équipe en 1922

À la suite des changements politiques dus aux guerres balkaniques, à la guerre gréco-turque (1919-1922) et à la Première Guerre mondiale, le club quitte la ville de Smyrne pour trouver asile à Athènes en 1922. Ce déplacement du siège a lieu avec l'aide en 1919 du président Dimitrios Marcéllos, alors sénateur et médecin. Dans un premier temps, l'équipe dispute ses rencontres dans un stade situé à proximité de l'Olympiéion. À la suite de nombreux problèmes, le conseil administratif demande la fusion de trois clubs athéniens de réfugiés originaires de Smyrne : Apollon Smyrnis, Panionios et Pelopa. Cette fusion devait créer un nouveau club appelé « Union sportive de Smyrne » (Αθλητική Σμυρναϊκή Ένωση en grec), mais le projet échoue en raison du refus de Panionios. À partir de là, chacun de ces clubs suit son propre chemin.
Dès son installation dans le quartier de Rouf, l'équipe est performante et intègre le Championnat d'Athènes. En 1930, l'équipe première intègre les championnats de Grèce où se retrouvent les meilleures équipes locales du pays.
Entre 1922 et 1940, l'équipe obtient deux titres en 1923-1924 et 1937-1938 et manque le titre national pour peu à deux reprises.

### Premières décennies à Athènes
Pendant près de vingt ans, l'Apollon cherche à obtenir un stade dans le quartier de Rouf. Après 26 ans d'attente, il obtient enfin le stade désiré, construit au sein du quartier de Rizoúpoli après une demande de l'agence des chemins de fer en 1946. Situé près de l'Olympiéion, le stade est inauguré le 17 octobre 1948 devant 10 000 spectateurs. L'inauguration voit un match de gala entre deux équipes mixtes composées de joueurs provenant des équipes de réfugiés que sont Apollon Smyrnis, Panionios et l'AEK Athènes d'un côté et Panathinaïkos, Olympiakos de l'autre côté. Cette enceinte dispose d'installations permettant d'accueillir les activités des autres sections sportives du club telles que : athlétisme, boxe, basket-ball. Le « stade Georgios Kamaras » (nom donné au stade en 2003 d'après un célèbre ancien joueur du club) est toujours de nos jours le stade où joue à domicile l'Apóllon Smýrnis.
Le déménagement de l'équipe dans sa nouvelle enceinte consacre une équipe jouant un football de grande qualité mais qui ne réussit pas à remporter de titres en 1948 et 1949. Le style de jeu est impressionnant et attire des milliers de supporters réfugiés en Grèce. Des entraîneurs étrangers viennent successivement prendre les commandes de l'équipe comme Simonovski, Bouzak, Dolkos, Zonlay.
Le maillot d'Apollon Smyrnis est porté ainsi par des joueurs de qualité comme les frères Georgios et Aristidis Kamaras, Savvas Papazoglou, Stathis Tsanaktsis, Kostas Vertsonis, Lambis Serafeidis, Adonis Dermatis, Charalabos Taouksis et Vaggelis Mavropoulos.

### Arrivée dans le professionnalisme
À la fin de la décennie 1970, en 1979 le Championnat de Grèce devient professionnel. Les équipes qui parviennent à attirer les plus gros moyens financiers et disposent de budgets supérieurs aux autres clubs du pays dominent alors le football dans le pays : l'Olympiakos, le Panathinaïkos et l'AEK Athènes. L'Apollon Smyrnis moins fortuné doit se contenter d'un rôle de second plan et de club formateur destiné à faire éclore les jeunes talents.
Durant la dictature des colonels (1967-1974), le club se maintient en général au plus haut niveau, avec cependant un aller-retour entre première et deuxième division en 1969. Le retour de l'Apollon Smyrnis dans l'élite est fait avec la manière : le titre de champion de deuxième division est obtenu avec 32 victoires et 2 nuls, une avance sur la deuxième équipe du classement de 22 points, et 107 buts marqués contre 18 encaissés.
Le club obtient de grands succès au cours des saisons 1993-1994, 1994-1995 et 1995-1996 : dirigée par Iannis Pathiakakis, l'équipe prend une nouvelle dimension dans le football grec, celle d'une équipe de talents qui joue un football de grande qualité. En 1995, elle crée ainsi la surprise en remportant 11 victoires lors des 12 derniers matches, dépassant les favoris et passant de la dixième place à la quatrième. Cette fin de saison en boulet de canon lui permet de se qualifier pour la Coupe UEFA de 1995-1996 pour la seule et unique fois de son histoire. La saison suivante, l'équipe accède à la finale de Coupe de Grèce mais perd lourdement 7-1 contre l'AEK Athènes.
Ces excellentes saisons demeurent sans lendemain. Les meilleurs joueurs de l'équipe comme Démis Nikolaïdis, Théofilos Karasavidis, Bledar Kola sont transférés vers des clubs plus huppés. D'autres grands joueurs arrêtent leur carrière de joueur de football comme : Adonis Minou, Frank Klopas ou Tásos Mitrópoulos. Le club résiste encore quatre saisons en première division mais évite de justesse la descente dans les derniers matches de championnat. Par la suite, le club va progressivement régresser dans la hiérarchie du football grec.

### Participation à la Coupe UEFA
À la suite de la très bonne fin de saison 1994-1995, l'Apollon Smyrnis accède à la Coupe UEFA pour la première fois de son histoire. L'équipe est engagée pour le premier tour préliminaire où elle est opposée à l'équipe slovène de l'Olimpija Ljubljana. Le match aller a lieu à Rizoúpoli le 8 août 1995. L'Apollon l'emporte 1-0 grâce à un but à la 41e minute de Bledar Kola. Au match retour le 22 août 1995, l’Apollon subit une défaite en Slovénie 3-1. C'est pourtant l'équipe grecque qui ouvre le score dès la deuxième minute par Bledar Kola, mais les Slovènes répondent par trois fois par Kliton Bozgo (11e, 67e) et Samir Zulic (81e). Ce résultat élimine l'Apollon Smyrnis de la compétition.

### Finale de Coupe de Grèce (1996)
L'Apollon Smyrnis passe tout près de l'exploit en 1996 avec une finale perdue contre l'AEK Athènes lors de la 54e finale de la Coupe de Grèce. Cette année, la compétition est disputée par 72 équipes réparties dans les trois divisions professionnelles : 18 en première division, 18 en deuxième division et 37 en troisième division soit 6 tours au total. Au premier tour, l'Apollon Smyrnis termine première du groupe numéro trois avec 12 points gagnés lors des confrontations contre Panelefsiniakos (5 points), Atromitos Athènes (4 points), Kalamata (4 points) et Abelopikpous Thessaloniki (2 points).
Au second tour, l'équipe rencontre Paneiliakos et remporte à Rizoúpoli 2-1 la victoire. Au retour, le match nul 3-3 qualifie le club pour le troisième tour de la coupe.
Le troisième tour se passe de la même manière avec une victoire 2-1 contre l'équipe d'Agrinio Panaitolikos à l'extérieur. Le retour au stade Georgios Kamaras se solde par un match nul 2-2.
Avec les quarts de finale, l'équipe affronte enfin une équipe de première division, le Skoda Xanthi. La confrontation se solde par une victoire à domicile 4-1, qui annule la défaite en Macédoine 2-1 lors du match retour. L'Apollon Smyrnis se rapproche du but avec une demi-finale à disputer contre le PAOK Salonique. À Rizoúpoli, l'équipe obtient le match nul contre les Saloniciens et remporte à Salonique une victoire 3-1 qui lui ouvre la porte de la finale.
La finale oppose l'Apollon à l'AEK Athènes, qui a successivement éliminé les plus grandes équipes athéniennes : Panathinaïkos, Olympiakos, Athinaïkos et Iraklis Thessalonique au second tour. Emmené par son entraîneur Iannis Pathiakakis, l'Apollon a fort à faire contre l'AEK. L'AEK qui aligne de nombreuses vedettes part clairement favori de la finale.
Le match a lieu au stade olympique d'Athènes, le 15 mai 1996 devant 31 563 spectateurs. L'AEK écrase le match dès les vingt premières minutes avec un but de Daniel Batista à la 11e et un de Vasílios Tsiártas à la 22e. À la mi-temps, le score est de 3-0. Malgré le carton rouge de Batista à la 52e, l'Apollon ne peut renverser la situation, mais sauve l'honneur à la 78e par un but de Pedrac Barniac. Le score final est très lourd : 7-1. L'AEK, emmené par Dušan Bajević, remporte son dixième titre en coupe de Grèce. La saison suivante, l'AEK Athènes acquiert  l'attaquant d'Apollon Démis Nikolaïdis.

### Descente dans l'amateurisme
L'Apollon Smyrnis est la huitième équipe grecque ayant le plus participé aux championnats de première division de Grèce avec 37 participations. Elle se place derrière les ténors nationaux que sont l'Olympiakos, Panathinaïkos, PAOK Thessalonique, AEK Athènes, Aris Salonique, Iraklis Thessalonique et sa rivale historique le Panionios Athènes.
Après avoir participé à la coupe UEFA en 1996, joué la finale de coupe de Grèce en 1995, le club reste encore quatre saisons en première division avant de descendre en 2000 en deuxième division. Puis en 2005, après avoir passé plusieurs saisons dans le ventre mou du championnat, l'équipe descend encore d'un échelon en troisième division. La direction et le conseil administratif démissionnent alors, ce qui n’empêche pas l'équipe de descendre une nouvelle fois d'une division en 2007 pour entrer dans l'amateurisme de la quatrième division ou Delta Ethniki.
En 2009, Stamatis Vellis prend en charge l'administration et la présidence de l'Appolon avec pour but de redonner ses lettres de noblesse à ce club historique. L'équipe remonte rapidement en troisième division et gagne la coupe de Grèce amateur, la Coupe EPSA. En 2012, le club remporte le titre de champion de troisième division, groupe Sud, et gagne son billet pour évoluer dans le championnat professionnel de seconde division.

### Retour au sommet
Une saison après son retour en deuxième division, l'Apollon Smyrnis signe une saison exemplaire en occupant toute la saison 2012-2013 les trois premières places synonymes de promotion dans la division supérieure. L'équipe domine seule la première partie du championnat avant de piétiner et de laisser ses concurrents directs revenir sur elle. À la suite de sa victoire 2-1 le 26 mai 2013 contre le Panachaïkí à Patras, Apollon assure définitivement la première place, remportant ainsi le titre de champion de Football League au terme de la 42e journée du championnat. Le PAE Ergotelis Héraklion et la surprenante équipe de l'AEL Kallonis sont les deux autres promus.

## Bilan sportif

### Palmarès
Le tableau suivant détaille le palmarès de l'Apollon Smyrnis dans les différentes compétitions officielles au niveau national, international, régional ainsi que dans les compétitions de jeunes. Il ne prend pas en compte les compétitions saisonnières et amicales disputées par le club notamment en période estivale, ni les titres remportés par les équipes réserves du club dans les championnats amateurs.
Palmarès de l'Apollon Smyrnis en compétitions officielles
| Compétitions nationales | Compétitions internationales | Compétitions de jeunes |
| --- | --- | ---------------------- |
| - Championnat de Grèce : - Vice-champion : 1937-1938 et 1947-1948. - Coupe de Grèce : - Finaliste : 1995-1996. - Championnat de Grèce de deuxième division (4) : - Champion : 1969-1970, 1972-1973, 1974-1975 et 2012-2013 et 2016-2017. - Vice-champion : 2009-2010. - Championnat de Grèce de troisième division (1) : - Champion : 2011-2012. - Championnat de Grèce de quatrième division (1) : - Champion : 2009-2010. - Vice-champion : 2008-2009 (Gr. 8). - Coupe EPSA (1) : - Vainqueur : 2009-2010. | - Coupe UEFA : - Meilleure performance : 1er tour en 1995-96. |                        |
| - Championnat de Grèce : - Vice-champion : 1937-1938 et 1947-1948. - Coupe de Grèce : - Finaliste : 1995-1996. - Championnat de Grèce de deuxième division (4) : - Champion : 1969-1970, 1972-1973, 1974-1975 et 2012-2013 et 2016-2017. - Vice-champion : 2009-2010. - Championnat de Grèce de troisième division (1) : - Champion : 2011-2012. - Championnat de Grèce de quatrième division (1) : - Champion : 2009-2010. - Vice-champion : 2008-2009 (Gr. 8). - Coupe EPSA (1) : - Vainqueur : 2009-2010. | Compétitions régionales |                        |
| - Championnat de Grèce : - Vice-champion : 1937-1938 et 1947-1948. - Coupe de Grèce : - Finaliste : 1995-1996. - Championnat de Grèce de deuxième division (4) : - Champion : 1969-1970, 1972-1973, 1974-1975 et 2012-2013 et 2016-2017. - Vice-champion : 2009-2010. - Championnat de Grèce de troisième division (1) : - Champion : 2011-2012. - Championnat de Grèce de quatrième division (1) : - Champion : 2009-2010. - Vice-champion : 2008-2009 (Gr. 8). - Coupe EPSA (1) : - Vainqueur : 2009-2010. | - Championnat de Smyrne (5) : - Champion : 1916-1917, 1917-1918, 1918-1919, 1919-1920 et 1921-1922. Anciennes compétitions - Championnat d'Athènes (4) : - Champion : 1923-1924, 1927-1928, 1937-1938 et 1957-1958. |                        |

### Repères en chiffres
L'Apollon Smyrnis fait partie des 10 meilleures équipes grecques selon le critère de la présence en championnat de Grèce de football, mais aussi selon ceux du palmarès et de la participation aux compétitions telles que la coupe de Grèce et la coupe UEFA. Avec 37 saisons passées en championnat de Grèce de première division, le club est le 8e de Grèce.
Le club a remporté 5 championnats de Smyrne de football de 1917 à 1922 ; 4 championnats d'Athènes de football en 1928, 1938, 1948 et 1958 ; 3 championnats de deuxième division de Grèce en 1970, 1973, 1975 et 2013 ; 1 championnat de Grèce de troisième division en 2012, 1 championnat de Grèce de quatrième division en 2010 et 1 coupe de Grèce EPSA en 2010.
Sans compter la finale perdue contre l'AEK Athènes en 1995 en coupe de Grèce, l'Apollon Smyrnis a occupé les premières places du championnat de Grèce de 1959 à 1965, de même qu'en 1992 et 1995.

### Bilan par saison
Mise à jour le 1er août 2013.
Sources : rsssf.com
| Saison                                                                                   | Championnat         | Championnat | Championnat | Championnat | Championnat | Championnat | Championnat | Championnat | Championnat | Championnat | Championnat | Coupe de Grèce | Coupe de la Ligue | Europe/Autre | Europe/Autre |
| Saison                                                                                   | Division            | Classement  | Pts         | J           | V           | N           | D           | Bp          | Bc          | Diff.       | Moy. spec.  | Coupe de Grèce | Coupe de la Ligue | Europe/Autre | Europe/Autre |
| ---------------------------------------------------------------------------------------- | ------------------- | ----------- | ----------- | ----------- | ----------- | ----------- | ----------- | ----------- | ----------- | ----------- | ----------- | -------------- | ----------------- | ------------ | ------------ |
| 1928-1929                                                                                | EPSA                | 4e          | 9           | -           | -           | -           | -           | 15          | 24          | -9          | -           | -              | -                 | -            | -            |
| 1929-1930                                                                                | EPSA                | 4e          | 8           | -           | -           | -           | -           | 17          | 16          | +1          | -           | -              | -                 | -            | -            |
| 1930-1931                                                                                | Pan-hellénique      | 8e          | 7           | 14          | 2           | 3           | 9           | 12          | 26          | -24         | -           | -              | -                 | -            | -            |
| 1931-1932                                                                                | Pan-hellénique      | 3e          | 16          | 14          | 7           | 2           | 5           | 21          | 19          | +2          | -           | -              | -                 | -            | -            |
| 1932-1933                                                                                | Champ.Sud           | 3e          | 9           | 8           | 3           | 3           | 2           | 12          | 8           | +4          | -           | -              | -                 | -            | -            |
| 1933-1934                                                                                | Champ.Sud           | 2e          | 10          | 10          | 5           | 0           | 5           | 17          | 19          | -2          | -           | -              | -                 | -            | -            |
| 1934-1935                                                                                | Champ.Sud           | 4e          | 8           | 10          | 3           | 3           | 4           | 25          | 16          | +9          | -           | -              | -                 | -            | -            |
| 1935-1936                                                                                | Pan-hellénique      | 3e          | 17          | 14          | 7           | 3           | 4           | 30          | 23          | +7          | -           | -              | -                 | -            | -            |
| 1936-1937                                                                                | EPSA                | 3e          | 14          | -           | -           | -           | -           | 31          | 11          | +20         | -           | -              | -                 | -            | -            |
| 1937-1938                                                                                | Pan-hellénique      | 2e          | 4           | 3           | 2           | 0           | 2           | 9           | 7           | +2          | -           | -              | -                 | -            | -            |
| 1938-1939                                                                                | Champ. Sud          | 4e          | 30          | 14          | 8           | 1           | 5           | 38          | 16          | +22         | -           | 1/4 de f.      | -                 | -            | -            |
| 1939-1940                                                                                | Champ. Sud          | 5e          | 27          | 14          | 5           | 3           | 6           | 19          | 26          | -7          | -           | 1/4 de f.      | -                 | -            | -            |
| Pas de championnat pour la saison 1940-1941.                                             |                     |             |             |             |             |             |             |             |             |             |             |                |                   |              |              |
| Aucune compétition n'est jouée entre 1941 et 1946 pour cause de Seconde Guerre mondiale. |                     |             |             |             |             |             |             |             |             |             |             |                |                   |              |              |
| 1946-1947                                                                                | EPSA                | 4e          | 31          | 14          | -           | -           | -           | 25          | 20          | +5          | -           | -              | -                 | -            | -            |
| 1947-1948                                                                                | Pan-hellénique      | 2e          | 8           | 4           | 1           | 2           | 1           | 4           | 4           | 0           | -           | -              | -                 | -            | -            |
| 1948-1949                                                                                | EPSA                | 4e          | 36          | 16          | -           | -           | -           | 25          | 16          | +9          | -           | 1/4 de f.      | -                 | -            | -            |
| Pas de championnat pour la saison 1949-1950.                                             |                     |             |             |             |             |             |             |             |             |             |             |                |                   |              |              |
| 1950-1951                                                                                | EPSA                | 4e          | 18          | 10          | -           | -           | -           | 10          | 13          | +3          | -           | -              | -                 | -            | -            |
| Pas de championnat pour la saison 1951-1952.                                             |                     |             |             |             |             |             |             |             |             |             |             |                |                   |              |              |
| 1952-1953                                                                                | EPSA                | 2e          | 21          | 9           | -           | -           | -           | 19          | 6           | +13         | -           | -              | -                 | -            | -            |
| Pas de championnat national (Pan-héllénique) pour la saison 1953-1954.                   |                     |             |             |             |             |             |             |             |             |             |             |                |                   |              |              |
| 1954-1955                                                                                | Pan-hellénique      | 3e          | 22          | 10          | 6           | 0           | 4           | 18          | 15          | +3          | -           | 1/2 f.         | -                 | -            | -            |
| 1955-1956                                                                                | Pan-hellénique      | 5e          | 20          | 10          | 4           | 2           | 4           | 20          | 16          | +4          | -           | 1/4 de f.      | -                 | -            | -            |
| 1956-1957                                                                                | Pan-hellénique      | 3e          | 42          | 18          | 11          | 2           | 5           | 38          | 23          | +15         | -           | 1/2 f.         | -                 | -            | -            |
| 1957-1958                                                                                | Pan-hellénique      | 11e         | 39          | 22          | 7           | 4           | 11          | 30          | 38          | +8          | -           | -              | -                 | -            | -            |
| 1958-1959                                                                                | EPSA                | 4e          | 31          | 14          | -           | -           | -           | 19          | 7           | +12         | -           | 1/2 F.         | -                 | -            | -            |
| 1959-1960                                                                                | A'                  | 4e          | 66          | 30          | 10          | 13          | 7           | 55          | 33          | +12         | -           | 1er Tour       | -                 | -            | -            |
| 1960-1961                                                                                | A'                  | 5e          | 63          | 30          | 10          | 13          | 7           | 56          | 41          | +15         | -           | 1/4 de f.      | -                 | -            | -            |
| 1961-1962                                                                                | A'                  | 3e          | 74          | 30          | 19          | 6           | 5           | 55          | 26          | +29         | -           | 1/2 f.         | -                 | -            | -            |
| 1962-1963                                                                                | A'                  | 8e          | 58          | 30          | 8           | 12          | 10          | 35          | 34          | +1          | -           | 1er Tour       | -                 | -            | -            |
| 1963-1964                                                                                | A'                  | 5e          | 63          | 30          | 13          | 7           | 10          | 41          | 36          | +5          | -           | 1/4 de f.      | -                 | -            | -            |
| 1964-1965                                                                                | A'                  | 6e          | 58          | 30          | 13          | 11          | 6           | 45          | 42          | +3          | -           | 1/4 de f.      | -                 | -            | -            |
| 1965-1966                                                                                | A'                  | 10e         | 56          | 30          | 9           | 8           | 13          | 29          | 37          | -8          | -           | 1er Tour       | -                 | -            | -            |
| 1966-1967                                                                                | A'                  | 11e         | 54          | 30          | 8           | 8           | 14          | 33          | 35          | -1          | -           | 1/2 f.         | -                 | -            | -            |
| 1967-1968                                                                                | A'                  | 12e         | 66          | 34          | 12          | 8           | 14          | 35          | 45          | -10         | -           | 1/4 de f.      | -                 | -            | -            |
| 1968-1969                                                                                | A'                  | 14e         | 63          | 34          | 12          | 5           | 17          | 40          | 38          | +2          | -           | 1er Tour       | -                 | -            | -            |
| 1969-1970                                                                                | B'                  | Champion    | 95          | 34          | 28          | 5           | 1           | 100         | 17          | +83         | -           | 1er Tour       | -                 | -            | -            |
| 1970-1971                                                                                | A'                  | 6e          | 71          | 34          | 12          | 13          | 9           | 30          | 27          | +3          | -           | 2e Tour        | -                 | -            | -            |
| 1971-1972                                                                                | A'                  | 17e         | 56          | 34          | 7           | 8           | 19          | 32          | 55          | -23         | -           | 3e Tour        | -                 | -            | -            |
| 1972-1973                                                                                | B'                  | Champion    | 99          | 38          | 27          | 7           | 4           | 83          | 29          | +54         | -           | 1er Tour       | -                 | -            | -            |
| 1973-1974                                                                                | A'                  | 17e         | 22          | 34          | 7           | 8           | 19          | 30          | 66          | -36         | -           | 3e Tour        | -                 | -            | -            |
| 1974-1975                                                                                | B'                  | Champion    | 55          | 38          | 25          | 5           | 8           | 69          | 31          | +38         | -           | 2e Tour        | -                 | -            | -            |
| 1975-1976                                                                                | A'                  | 14e         | 21          | 30          | 6           | 9           | 15          | 26          | 49          | -23         | -           | 1er Tour       | -                 | -            | -            |
| 1976-1977                                                                                | A'                  | 15e         | 26          | 34          | 9           | 8           | 17          | 29          | 54          | -25         | -           | 1er Tour       | -                 | -            | -            |
| 1977-1978                                                                                | A'                  | 12e         | 29          | 34          | 10          | 9           | 15          | 31          | 40          | -9          | -           | 2e Tour        | -                 | -            | -            |
| 1978-1979                                                                                | A'                  | 10e         | 29          | 34          | 10          | 9           | 15          | 37          | 42          | -5          | -           | 3e Tour        | -                 | -            | -            |
| 1979-1980                                                                                | A'                  | 17e         | 23          | 34          | 5           | 13          | 16          | 17          | 37          | -20         | -           | 2e Tour        | -                 | -            | -            |
| 1980-1981                                                                                | A'                  | 12e         | 31          | 34          | 12          | 7           | 15          | 31          | 47          | -16         | -           | 1er Tour       | -                 | -            | -            |
| 1981-1982                                                                                | A'                  | 15e         | 27          | 34          | 9           | 9           | 16          | 27          | 42          | -15         | -           | 1er Tour       | -                 | -            | -            |
| 1982-1983                                                                                | A'                  | 10e         | 31          | 34          | 11          | 9           | 14          | 40          | 36          | +4          | -           | 1er Tour       | -                 | -            | -            |
| 1983-1984                                                                                | A'                  | 10e         | 24          | 30          | 6           | 12          | 12          | 20          | 29          | -9          | -           | 2e Tour        | -                 | -            | -            |
| 1984-1985                                                                                | A'                  | 11e         | 25          | 30          | 9           | 7           | 14          | 30          | 40          | -10         | -           | 2e Tour        | -                 | -            | -            |
| 1985-1986                                                                                | A'                  | 11e         | 24          | 30          | 5           | 14          | 11          | 19          | 34          | -15         | -           | 3e Tour        | -                 | -            | -            |
| 1986-1987                                                                                | A'                  | 15e         | 14          | 30          | 6           | 8           | 16          | 21          | 40          | -19         | -           | 3e Tour        | -                 | -            | -            |
| 1987-1988                                                                                | B'                  | 3e          | 39          | 34          | 14          | 11          | 9           | 52          | 38          | +14         | -           | 1er Tour       | -                 | -            | -            |
| 1988-1989                                                                                | A'                  | 13e         | 23          | 30          | 7           | 9           | 14          | 29          | 38          | -9          | -           | 3e Tour        | -                 | -            | -            |
| 1989-1990                                                                                | A'                  | 15e         | 28          | 34          | 8           | 12          | 14          | 33          | 35          | -2          | -           | 1/2 f.         | -                 | -            | -            |
| 1990-1991                                                                                | A'                  | 11e         | 30          | 34          | 10          | 10          | 14          | 41          | 62          | -21         | -           | 2e Tour        | -                 | -            | -            |
| 1991-1992                                                                                | A'                  | 5e          | 35          | 34          | 14          | 7           | 13          | 35          | 34          | +1          | -           | 3e tour        | -                 | -            | -            |
| 1992-1993                                                                                | A'                  | 12e         | 37          | 34          | 10          | 7           | 17          | 27          | 49          | -22         | -           | 1/2 f.         | -                 | -            | -            |
| 1993-1994                                                                                | A'                  | 13e         | 40          | 34          | 9           | 13          | 12          | 30          | 41          | -11         | -           | 2e Tour        | -                 | -            | -            |
| 1994-1995                                                                                | A'                  | 4e          | 63          | 34          | 20          | 3           | 11          | 61          | 37          | +24         | -           | 2e Tour        | -                 | -            | -            |
| 1995-1996                                                                                | A'                  | 11e         | 40          | 34          | 11          | 7           | 16          | 49          | 48          | +1          | -           | Finale         | -                 | Coupe UEFA   | 1er tour     |
| 1996-1997                                                                                | A'                  | 9e          | 42          | 34          | 12          | 6           | 16          | 39          | 42          | -3          | -           | 1/4 de f.      | -                 | -            | -            |
| 1997-1998                                                                                | A'                  | 12e         | 36          | 34          | 10          | 6           | 18          | 37          | 51          | -14         | -           | 3e Tour        | -                 | -            | -            |
| 1998-1999                                                                                | A'                  | 14e         | 36          | 34          | 9           | 9           | 16          | 42          | 62          | -20         | -           | 1er Tour       | -                 | -            | -            |
| 1999-2000                                                                                | A'                  | 17e         | 24          | 34          | 6           | 6           | 22          | 30          | 59          | -29         | -           | 1er Tour       | -                 | -            | -            |
| 2000-2001                                                                                | B'                  | 6e          | 44          | 30          | 13          | 5           | 12          | 34          | 33          | +1          | -           | 1/2 f.         | -                 | -            | -            |
| 2001-2002                                                                                | B'                  | 12e         | 28          | 26          | 7           | 7           | 12          | 25          | 28          | -3          | -           | 1er Tour       | -                 | -            | -            |
| 2002-2003                                                                                | B'                  | 8e          | 39          | 30          | 10          | 9           | 11          | 40          | 43          | -3          | -           | 3e Tour        | -                 | -            | -            |
| 2003-2004                                                                                | B'                  | 10e         | 41          | 30          | 11          | 8           | 11          | 36          | 37          | -1          | -           | 2e Tour        | -                 | -            | -            |
| 2004-2005                                                                                | B'                  | 14e         | -           | -           | -           | -           | 25          | 49          | -24         | -           | 2e Tour     | -              | -                 | -            |              |
| 2005-2006                                                                                | Football League 2   | 14e         | 34          | 32          | 9           | 7           | 16          | 23          | 43          | -20         | -           | 1er Tour       | -                 | -            | -            |
| 2006-2007                                                                                | Football League 2   | 14e         | 37          | 34          | 9           | 14          | 11          | 36          | 50          | -14         | -           | -              | -                 | -            | -            |
| 2007-2008                                                                                | Δ'                  | 8e          | 34          | 26          | 8           | 10          | 8           | 29          | 27          | +2          | -           | 2e Tour        | -                 | -            | -            |
| 2008-2009                                                                                | Δ'                  | 2e          | 56          | 26          | 16          | 8           | 2           | 42          | 18          | +24         | -           | -              | -                 | -            | -            |
| 2009-2010                                                                                | Δ'                  | Champion    | 75          | 30          | 23          | 6           | 1           | 71          | 14          | +57         | -           | -              | -                 | -            | -            |
| 2010-2011                                                                                | Football League 2   | 6e          | 50          | 30          | 14          | 8           | 8           | 37          | 25          | +12         | -           | 2e Tour\|-     | -                 | -            | -            |
| 2011-2012                                                                                | Football League 2   | Champion    | 40          | 20          | 12          | 4           | 4           | 28          | 12          | +16         | -           | 2e Tour        | -                 | -            | -            |
| 2012-2013                                                                                | Football League     | Champion    | 75          | 40          | 22          | 9           | 9           | 50          | 29          | +21         | -           | 1/8e Finale    | -                 | -            | -            |
| 2013-2014                                                                                | Super League        | 17e         | 36          | 34          | 9           | 9           | 16          | 43          | 54          | -11         | -           | -              | -                 | -            | -            |
| 2014-2015                                                                                | Football League Sud | 3e          | 45          | 24          | 13          | 6           | 5           | 32          | 17          | +15         | -           | -              | -                 | -            | -            |
| 2015-2016                                                                                | Football League     | 4e          | 61          | 34          | 18          | 10          | 6           | 46          | 19          | +27         | -           | -              | -                 | -            | -            |
| 2016-2017                                                                                | Football League     | Champion    | 83          | 34          | 25          | 8           | 1           | 61          | 14          | +47         | -           | -              | -                 | -            | -            |
| 2017-2018                                                                                | Super League        | 14e         | 29          | 30          | 6           | 11          | 13          | 23          | 36          | -13         | -           | -              | -                 | -            | -            |

Légende
Pts = points ; J = joués ; V = victoires ; N = nuls ; D = défaites ; Bp = buts pour ; Bc = buts contre ; Diff = différence de buts ; Moy. spec. : affluence moyenne ; n.c. : non connu

### Bilan par championnat
À l'issue de la saison 2011-2012, l'Apollon Smyrnis  totalise 37 participations au championnat de Grèce de première division et 9 participations au championnat de deuxième division nationale. L'Apollon Smyrnis est 7e au classement toutes saisons confondues de première division,
| Championnat                  | Saisons | Titres | Points | J    | G   | N   | P   | Bp   | Bc   | Diff. | Place | Pre.app   | Der.app   |
| ---------------------------- | ------- | ------ | ------ | ---- | --- | --- | --- | ---- | ---- | ----- | ----- | --------- | --------- |
| A' Ethniki/Superleague       | 37      | 0      | 1416   | 1202 | 365 | 321 | 516 | 1294 | 1564 | -260  | 3     | 1959-1960 | 1999-2000 |
| B' Ethniki/Football League   | 9       | 3      | 440    | 260  | 131 | 57  | 68  | 439  | 256  | +183  | 1     | 1969-70   | 2004-2005 |
| Γ' Ethniki/Football League 2 | 4       | 1      | 161    | 116  | 44  | 33  | 39  | 124  | 130  | -6    | 1     | 2005-2006 | 2011-2012 |
| Δ' Ethniki                   | 3       | 1      | 165    | 76   | 47  | 24  | 11  | 142  | 59   | +83   | 1     | 2007-2008 | 2009-2010 |

Le bilan pour la seconde division ne tient pas compte des résultats de la saison 2004-2005 en raison de l'absence de données.
| Compétition               | Saisons | J | G | N | P | Bp | Bc | Meilleure performance |
| ------------------------- | ------- | - | - | - | - | -- | -- | --------------------- |
| Coupe UEFA / Ligue Europa | 1       | 2 | 1 | 0 | 1 | 2  | 2  | 1er Tour 1996         |
| Total compétitions UEFA   | 1       | 2 | 1 | 0 | 1 | 2  | 2  | 1er Tour              |

Mise à jour le 17 juillet 2012.

## Personnalités du club

### Présidents
Sauf indication contraire, les périodes indiquées dans le tableau suivant commencent et se terminent respectivement en début et fin de saison. Les présidents ayant pris les « rênes » du club ont très régulièrement changé et parfois d'une saison à l'autre, tout comme les entraîneurs de l'équipe première. Ainsi, il est remarquable que depuis la création du club, plus de cinquante présidents se sont succédé.
| Rang | Nom              | Période   |
| ---- | ---------------- | --------- |
| 1    | I. Koulabidis    | 1891-1893 |
| 2    | N. Koulmasis     | 1893-1894 |
| 3    | M. Provatopoulos | 1894-1904 |
| 4    | N. Stavridis     | 1904-1905 |
| 5    | A. Kyrou         | 1905-1907 |
| 6    | Nassos           | 1907-1908 |
| 7    | P. Iasemopoulos  | 1908-1909 |
| 8    | K. Ianikis       | 1909-1909 |
| 9    | D. Marcellos     | 1909-1919 |
| 10   | G. Missir        | 1919-1920 |
| 11   | P. Katsivanakis  | 1920-1920 |
| 12   | M. Argyropoulos  | 1920-1921 |
| 13   | N. Rossidis      | 1921-1922 |
| 14   | D. Marcellos     | 1922-1937 |
| 15   | D. Koulabidis    | 1937-1947 |

| Rang | Nom                             | Période   |
| ---- | ------------------------------- | --------- |
| 16   | C. Maryomatis                   | 1947-1947 |
| 17   | D. Marcellos                    | 1947-1950 |
| 18   | Michanidis                      | 1950-1950 |
| 19   | I. Kollaros                     | 1950-1951 |
| 20   | G. Mavros                       | 1951-1955 |
| 21   | C. Solomonidis                  | 1955-1958 |
| 22   | N. Karantzos                    | 1958-1958 |
| 23   | Kourtsoglou                     | 1958-1963 |
| 24   | I. Andritsos                    | 1963-1965 |
| 25   | Levandis                        | 1965-1966 |
| 26   | I.Andritsos                     | 1966-1967 |
| 27   | I. Kollaros                     | 1967-1969 |
| 28   | N. Karantzos                    | 1969-1970 |
| 29   | K. Tzovanos                     | 1970-1971 |
| 30   | M. Voutsadopulos, G. Belechakis | 1971-1971 |

| Rang | Nom                                                     | Période   |
| ---- | ------------------------------------------------------- | --------- |
| 31   | A. Arealis, M. Voutsadopoulos, A. Plemmenos, K. Softas  | 1971-1973 |
| 32   | G. Aggeletopoulos                                       | 1973-1974 |
| 33   | K. Santamouris                                          | 1974-1977 |
| 34   | D. Melemnis                                             | 1977-1978 |
| 35   | E. Emvalommenos                                         | 1978-1979 |
| 36   | E. Emvalommenos, C. Salomonidis, V. Soupsanas, C. David | 1979-1979 |
| 37   | V. Paraschis                                            | 1979-1981 |
| 38   | C. Papageorgiou                                         | 1981-1983 |
| 39   | E. Nikas                                                | 1983-1985 |
| 40   | K. Sadamouris                                           | 1985-1997 |
| 41   | G. Voulgaris                                            | 1997-1998 |

| Rang | Nom                      | Période   |
| ---- | ------------------------ | --------- |
| 42   | A. Kamaras               | 1998-1999 |
| 43   | K. Dedes                 | 1999-2011 |
| 44   | Stamatis Vellis          | ?         |
| 45   | Panayiótis Monemvasiotis | ?         |

### Entraîneurs
| - Dezső Bundzsák (1970 - 1972) - Manol Manolov (1979 - 1980) - Todor Veselinović (1980) - Gerhard Prokop (1982 - 1983) - Kostas Polychroniou (1984) - Gerhard Prokop (1984 - 1985) - Todor Veselinović (1985 - 1986) - Gerhard Prokop (1986 - 1987) - Tomislav Kaloperović (1988 - 1989) - Gerhard Prokop (1989 - 1990) - Walter Skocik (1990 - 1991) | - Gerhard Prokop (1993 - 1994) - Christos Archontidis (1998 - 1999) - Stathis Stathopoulos (2012) - Giannis Georgaras (2012) - Bledar Kola (2012) - Alexandros Vosniadis (2012 - 2013) - Babis Tennes (2013 - 2013) - Lawrie Sanchez (2013 - 2014) - Nikos Kostenoglou (2014) - Alexandros Vosniadis (2014 - 2015) - Babis Tennes (2015 - 2016) | - Konstantinos Panagopoulos (2016) - Georgios Vazakas (2016) - Dimitrios Spanos (2016) - Apostolos Mantzios (2016 - 2018) - Valérien Ismaël (2018) - Alberto Jiménez Monteagudo (2018) - Giannis Matzourakis (2018) - Babis Tennes (2018 - 2019) - Giorgos Paraschos (2020 - ) |

## Structures du club

### Stades
Le club d'Apollon Smyrnis dispose jusqu'en 1946 d'une base située dans le quartier du Rouf à Athènes. Cependant, l'entreprise des chemins de fer à qui elle appartient décide alors de reprendre son bien, laissant le club sans siège ni équipements. Le président du club de l'époque, Dimitris Marcéllos, reçoit une indemnité de 400 millions de drachmes venant de l'État en raison de cette affaire. Avec ce budget, il achète un terrain à Rizoúpoli près des quartiers de Ano Patissia, Néa Filadélfia, Perisso et Galatsi. Les travaux de construction du nouveau stade commencent le 10 février 1947.
Le terrain ainsi construit fait 105 mètres par 72 mètres et dispose d'une piste d'athlétisme de 400 mètres. Sur la façade sud, les tribunes peuvent accueillir 5 600 places assises et 1 100 places debout. Le stade dispose également d'un terrain de tennis, d'une salle de boxe, de vestiaires, bureaux et toilettes. à la saison 1959-1960, le club devient le deuxième de Grèce après le Panathinaïkos à disposer d'un terrain respectant les normes européennes. En 1961, les transferts offrent l'opportunité au club de construire une tribune ouest supplémentaire d'une capacité de 6 000 spectateurs. En 1971, il est construit le pesage d'une capacité de 10 000 spectateurs, qui implique des modifications pour pouvoir accueillir la piste d'athlétisme et d'autres terrains.
En 1997, les travaux se terminent avec la construction d'une salle fermée de capacité 1 000 spectateurs dans la partie nord du stade offrant à chaque section sportive du club des équipements spécialisés.

### Sponsors et équipementiers

#### Maillots à travers les temps

##### Premiers jeux de maillot
Maillots de l'équipe d'Apollon Smyrnis
| 1919 | 1920 | 1922 | 1924 | 1932 |
| 1933 | 1948 | 1950 | 1953 | 1958 |
| 1959 | 1959 |      |      |      |

##### Jeux de maillot au cours de l'ère du professionnalisme
Maillots de l'équipe d'Apollon Smyrnis
| 1965 | 1971 | 1973 | 1974 | 1975 | 1976 | 1976 |

## Rivalités
L'Apóllon Smýrnis entretient une rivalité avec le Paniónios GSS qui date de l'époque de la fondation de ces deux clubs par la communauté grecque de Smyrne. Après la guerre gréco-turque de 1919-1922, les deux clubs ont été refondés à Athènes par des rapatriés grecs de Smyrne. Du fait de cette proximité géographique renouvelée, la rivalité s'est perpétuée, et demeure aujourd'hui encore d'actualité.